# 西阿爾馬諾湖 (加利福尼亞州)
西阿爾馬諾湖（英語：Lake Almanor West）是位於美國加利福尼亞州普盧默斯縣的一個人口普查指定地區。

## 地理
西阿爾馬諾湖的座標為40°14′07″N 121°12′15″W / 40.23528°N 121.20417°W，而該地最高點為海拔高度1372米（即4500英尺）。

## 人口
根據2010年美國人口普查的數據，西阿爾馬諾湖的面積為5.920平方千米，均為陸地。當地共有人口270人，而人口密度為每平方千米45人。